# Royal Rumble (2015)
Royal Rumble 2015 – gala PPV zorganizowana przez World Wrestling Entertainment, która odbyła się 25 stycznia 2015 roku w Wells Fargo Center w Filadelfii. Była to dwudziesta ósma gala Royal Rumble w historii i pierwsza gala PPV w 2015 roku w WWE.
W walce o pas WWE World Heavyweight Championship Brock Lesnar obronił swój pas pokonując w Triple threat matchu Johna Cenę i Setha Rollinsa. Był to pierwszy występ Lesnara na gali PPV od Night of Champions 2014.
Walką wieczoru był trzydziestoosobowy Royal Rumble Match, który wygrał Roman Reigns po wyeliminowaniu ostatniego Ruseva (który przez pewien czas był poza ringiem, ale mógł powrócić do RR matchu, gdyż nie był wyeliminowany i opuścił ring pod najniższą liną), co wywołało negatywną reakcję fanów.

## Wyniki
| Nr.                                 | Walka | Stypulacja                                                                                        | Czas  |
| ----------------------------------- | --- | ------------------------------------------------------------------------------------------------- | ----- |
| Pre-show                            | Cesaro i Tyson Kidd (z Adamem Rosem & Natalyą) pokonali The New Day (Big E i Kofi Kingston (z Xavierem Woodsem)) | Tag team match                                                                                    | 11:03 |
| 1                                   | The Ascension (Konnor i Viktor) pokonali The New Age Outlaws (Road Dogg i Billy Gunn)                            | Tag team match                                                                                    | 5:25  |
| 2                                   | The Usos (Jimmy Uso i Jey Uso) (c) pokonali The Miza i Damiena Mizdowa                                           | Tag team match + WWE Tag Team Championship                                                        | 9:20  |
| 3                                   | The Bella Twins (Brie Bella i Nikki Bella) pokonały Paige i Natalyę                                              | Tag team match                                                                                    | 8:04  |
| 4                                   | Brock Lesnar (c) pokonał Johna Cenę i Setha Rollinsa                                                             | Triple threat match + WWE World Heavyweight Championship                                          | 22:52 |
| 5                                   | Roman Reigns wygrał po wyeliminowaniu ostatniego zawodnika Ruseva                                                | 30-osobowy Royal Rumble match o walkę o pas WWE World Heavyweight Championship na WrestleManii 31 | 59:40 |
| (c) – mistrz/mistrzowie przed walką | |                                                                                                   |       |

### Royal Rumble match
Nowy zawodnik wchodził do ringu co 90 sekund.
| Lp | Zawodnik            | Kol. | Wyeliminowany przez      | Czas  | Wyel. |
| -- | ------------------- | ---- | ------------------------ | ----- | ----- |
| 1  | The Miz             | 1    | Bubba Ray                | 04:01 | 0     |
| 2  | R-Truth             | 2    | Bubba Ray                | 04:14 | 0     |
| 3  | Bubba Ray Dudley    | 3    | Wyatt                    | 04:44 | 2     |
| 4  | Luke Harper         | 4    | Wyatt                    | 04:13 | 0     |
| 5  | Bray Wyatt          | 24   | Big Show & Kane          | 46:58 | 7     |
| 6  | Curtis Axel         | -    | nie wystąpił             | 00:00 | 0     |
| 7  | The Boogeyman       | 5    | Wyatt                    | 00:47 | 0     |
| 8  | Sin Cara            | 6    | Wyatt                    | 00:38 | 0     |
| 9  | Zack Ryder          | 7    | Wyatt                    | 00:34 | 0     |
| 10 | Daniel Bryan        | 11   | Wyatt                    | 10:11 | 1     |
| 11 | Fandango            | 10   | Rusev                    | 07:35 | 0     |
| 12 | Tyson Kidd          | 8    | Bryan                    | 02:29 | 0     |
| 13 | Stardust            | 15   | Reigns                   | 12:31 | 0     |
| 14 | Diamond Dallas Page | 9    | Rusev                    | 02:29 | 0     |
| 15 | Rusev               | 28   | Reigns                   | 35:17 | 6     |
| 16 | Goldust             | 14   | Reigns                   | 06:21 | 0     |
| 17 | Kofi Kingston       | 13   | Rusev                    | 02:51 | 0     |
| 18 | Adam Rose           | 12   | Rusev                    | 00:24 | 0     |
| 19 | Roman Reigns        | -    | Wygrana                  | 27:29 | 7     |
| 20 | Big E               | 18   | Rusev                    | 14:50 | 0     |
| 21 | Damien Mizdow       | 16   | Rusev                    | 00:18 | 0     |
| 22 | Jack Swagger        | 20   | Big Show                 | 12:50 | 0     |
| 23 | Ryback              | 19   | Big Show & Kane          | 11:01 | 0     |
| 24 | Kane                | 26   | Reigns                   | 16:56 | 4     |
| 25 | Dean Ambrose        | 25   | Big Show & Kane          | 13:31 | 1     |
| 26 | Titus O’Neil        | 17   | Ambrose & Reigns         | 00:04 | 0     |
| 27 | Bad News Barrett    | 21   | Ziggler                  | 05:48 | 0     |
| 28 | Cesaro              | 22   | Ziggler                  | 04:56 | 0     |
| 29 | Big Show            | 27   | Reigns                   | 08:22 | 5     |
| 30 | Dolph Ziggler       | 23   | Big Show & Kane & Reigns | 02:20 | 2     |